# Nationaal park Brockman
Het nationaal park Brockman is een klein nationaal park in de regio South West in West-Australië.
Het betreft een bos, voornamelijk bestaande uit karri- en marribomen, met een ondergroei van Taxandria linearifolia, Trymalium odoratissimum, Acacia pentadenia en Allocasuarina decussata. Het park grenst in het noorden aan de rivier de Warren en in het westen het nationaal park Warren. Het park wordt door de weg die tussen Pemberton en Northcliffe loopt door midden gesneden. Er zijn geen bezoekersfaciliteiten.
De 'Dave Evans Bicentennial Tree' is een vijfenzeventig meter hoge karriboom die als brandtoren diende. Tijdens de viering van Australiës tweehonderdjarige bestaan in 1988 werd de boom van honderdvijfenzestig treden voorzien. De boom kan zo tot een hoogte van vijfenzestig meter worden beklommen.
Nationaal park Brockman werd naar de nabijgelegen 'Yeagarup Historic Homestead' vernoemd, voorheen 'Brockman Station' geheten.

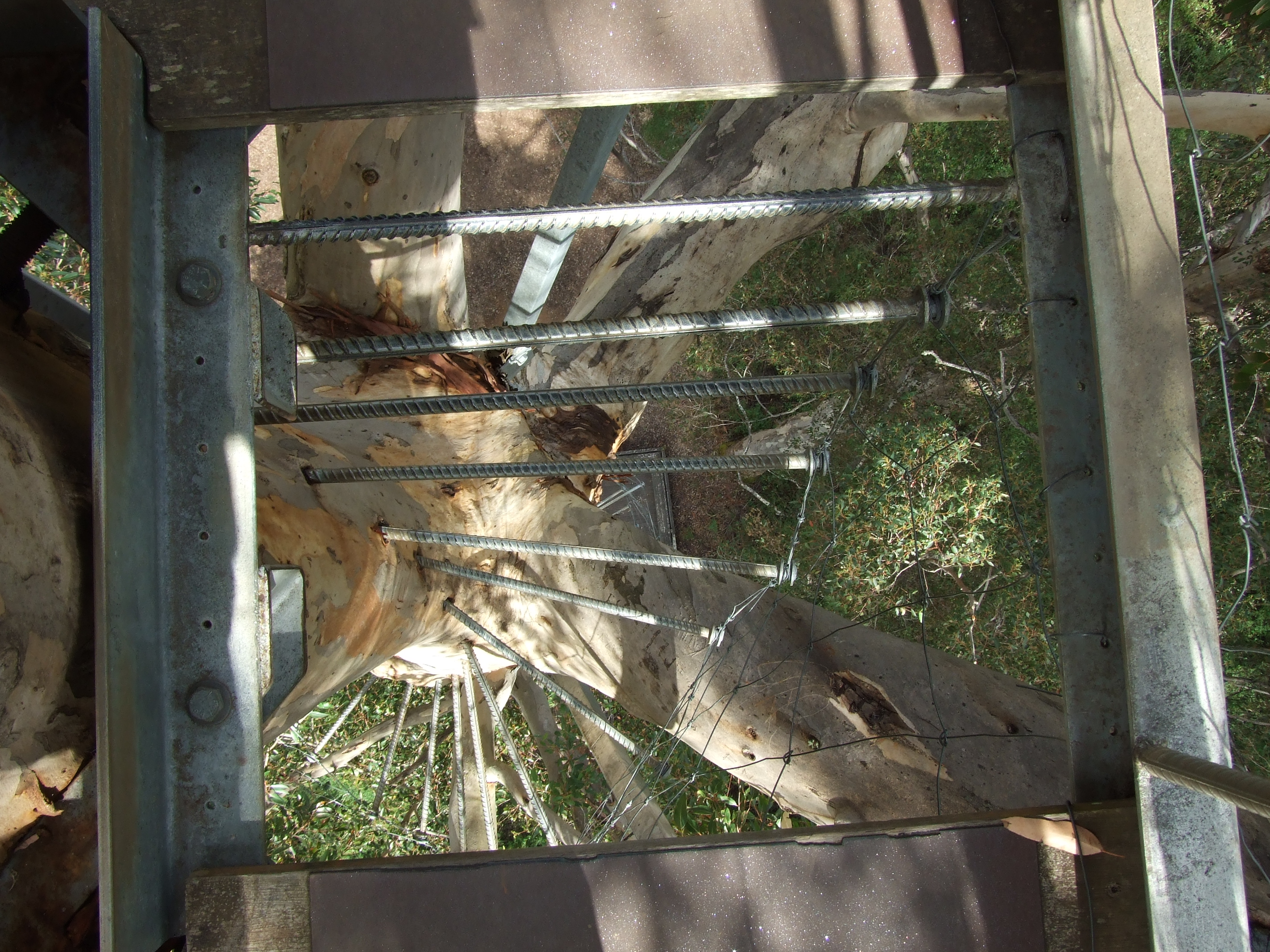
'Dave Evans Bicentennial Tree'
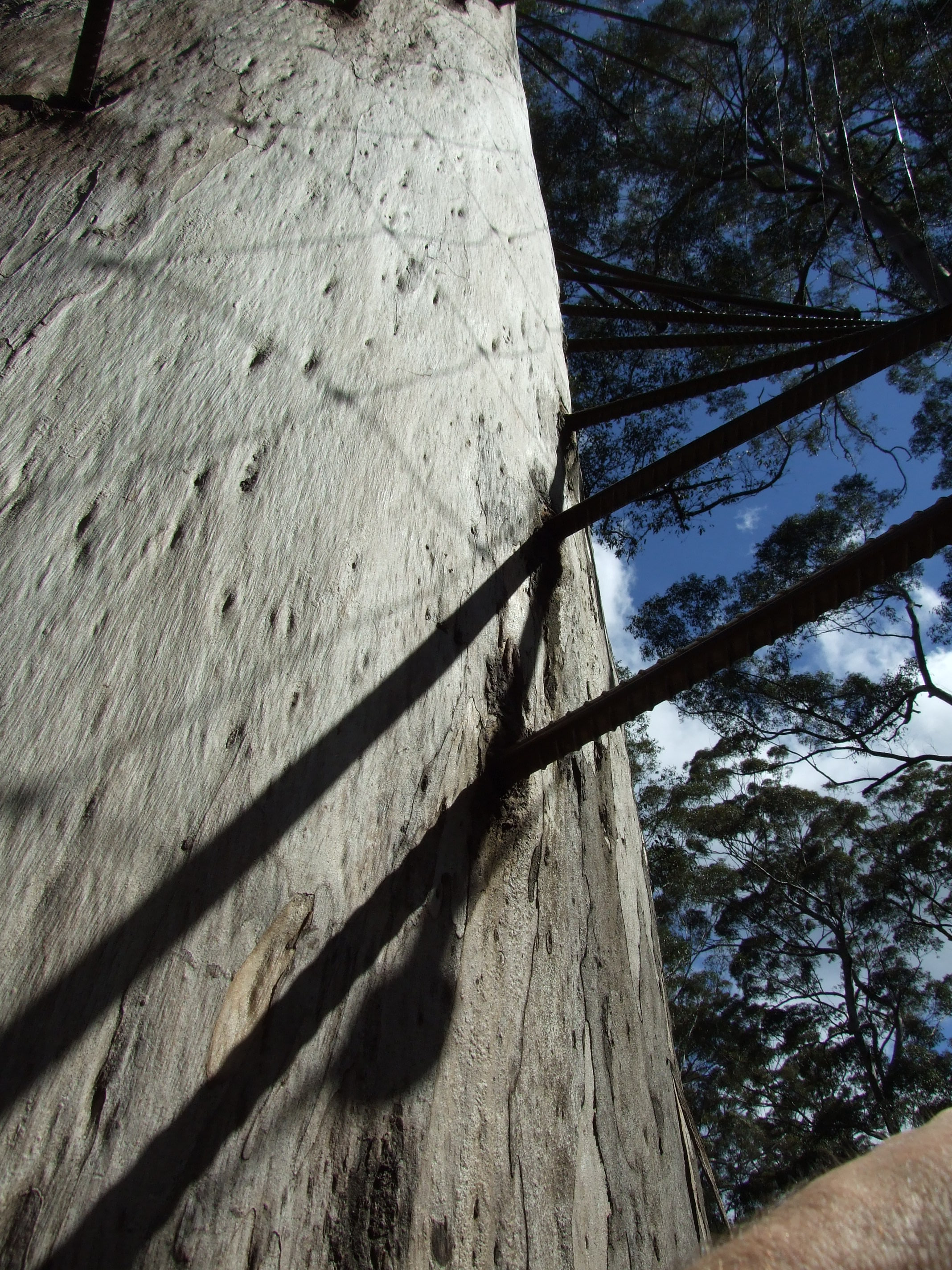
'Dave Evans Bicentennial Tree'
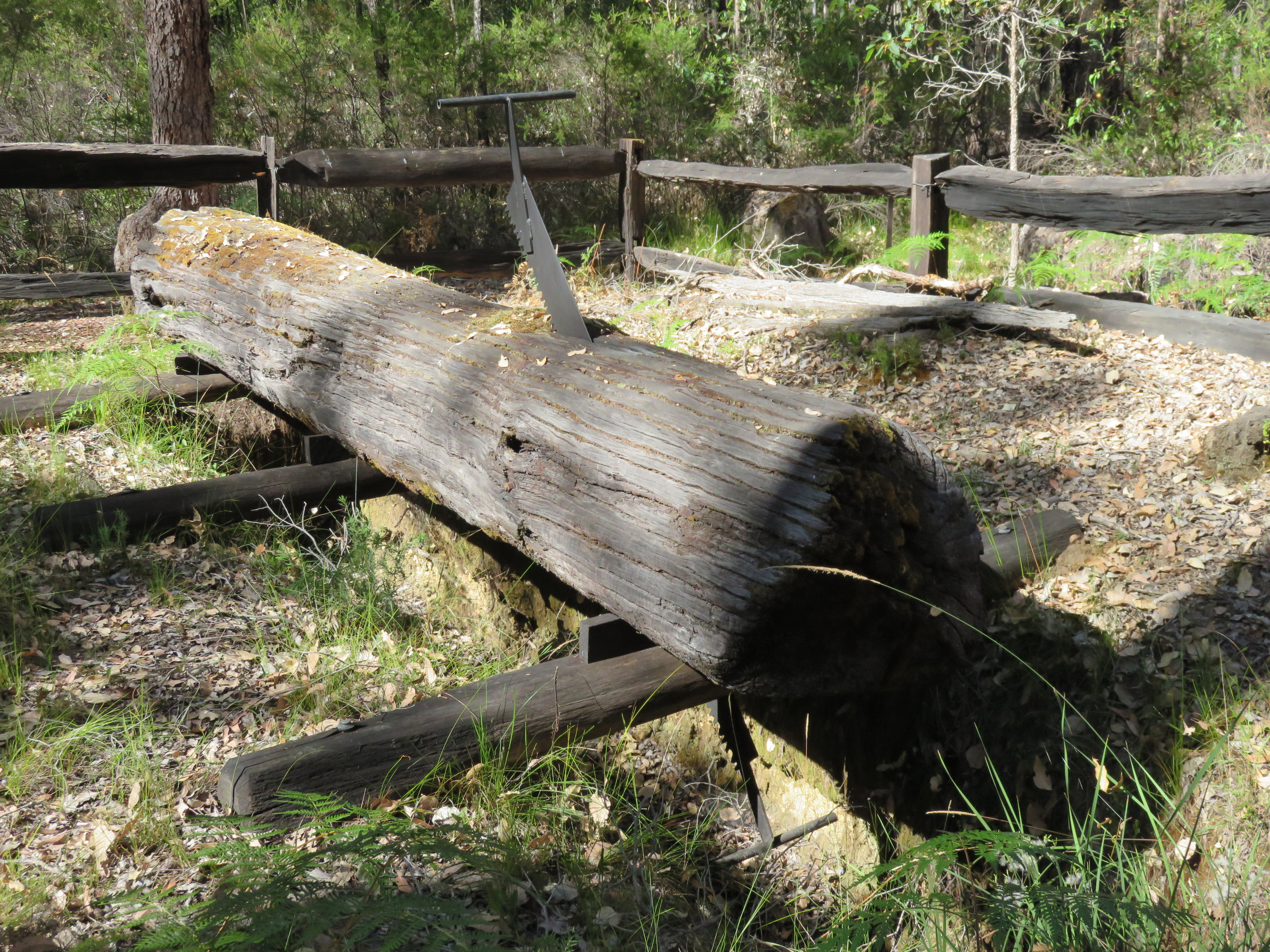
'Brockman Sawpits'